# Joc del mocador
El joc del mocador és un joc molt popular que consisteix a alinear dos equips a banda i banda d'una persona neutral, a una certa distància, que sosté un mocador amb la mà i crida un número. Cada persona, a ambdós equips té assignat, en secret per l'altre equip i la persona neutra, un d'aquests números, i en ésser cridat competeix amb el de l'altre equip per arribar abans i treure el mocador. Qui tregui el mocador abans i arribi a la seva posició inicial guanya un punt.